# Roede (lengtemaat)
De roede is een oude lengtemaat en een oude oppervlaktemaat (zie roede), die van plaats tot plaats verschilde. Een roede bestond uit een aantal voeten, variërend van 7 tot 21.
Voor het meten van lange afstanden was de Rijnlandse roede van 3,767 m het meest gebruikelijk.

## Gebruik in Nederland
- Amsterdamse roede (= 13 voet) is 3,68 m
- Blooise roede (= 12 voet) is 3,612 m
- Bossche roede (= 20 voet) is 5,75 m
- Gooise roede (= 12 voet) is 3,495 m
- Groningse roede is 4,116 m[1]

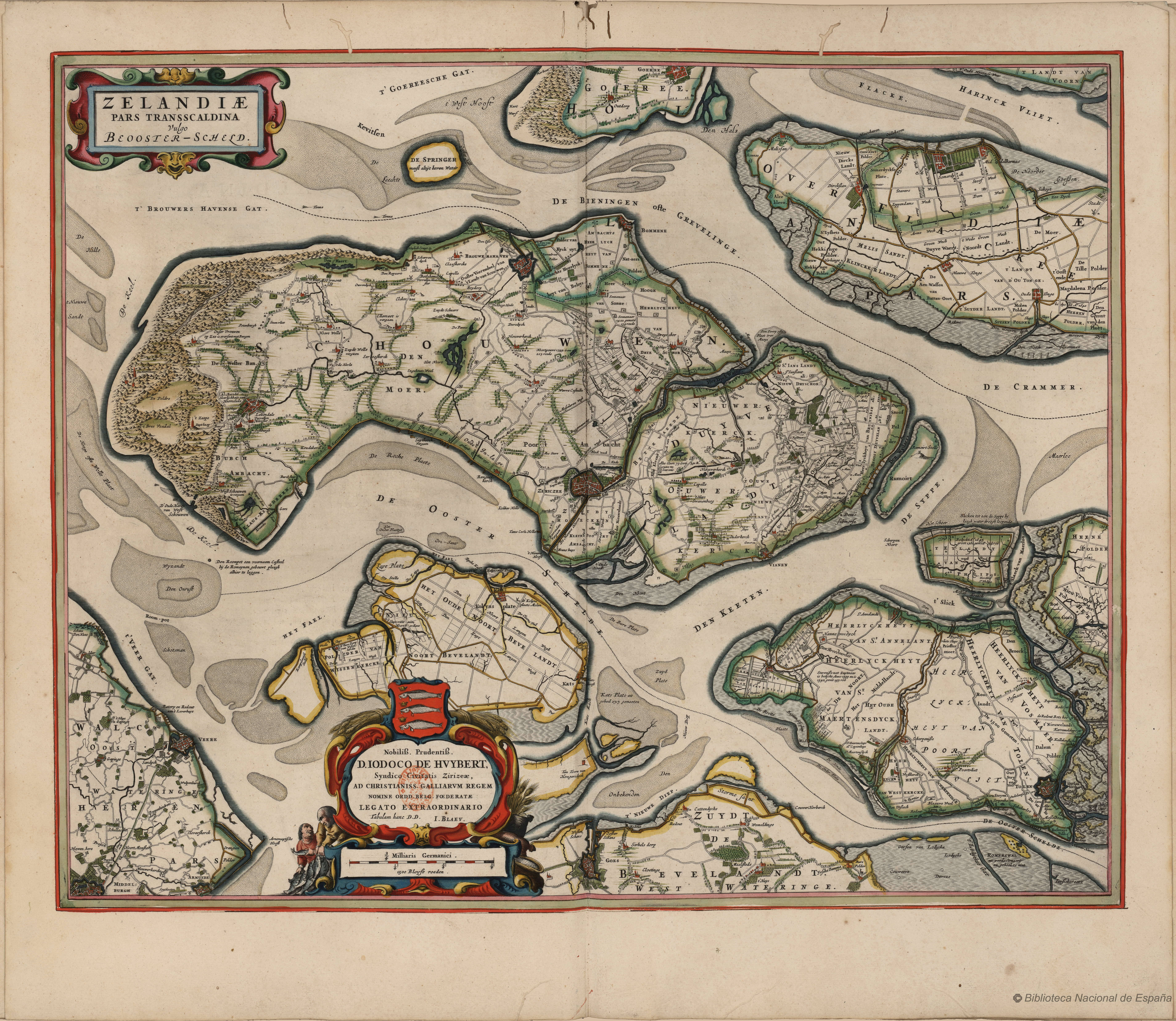
De Zelandiæ pars transscaldina vulgo Beooster-Scheld, van Joan Blaeu in "Blooise roeden" (Bloyse roeden)

- Hondsbosse en Rijpse roede is 3,42 m
- Maastrichtse roede (= 20 voet) is 5,75 m
- Puttense roede (= 14 voet) is 4,056 m
- Rijnlandse roede (= 12 voet) is 3,767 m
- Schouwse roede (= 12 voet) is 3,729 m

### Nederlands metriek stelsel
Volgens het in 1820 ingevoerde Nederlands metriek stelsel was een roede gelijk aan 10 meter. In 1937 werd de roede definitief afgeschaft. Bollenkwekers in bijvoorbeeld West-Friesland gebruiken de roede nog steeds, naast hectare.

## Gebruik in Vlaanderen

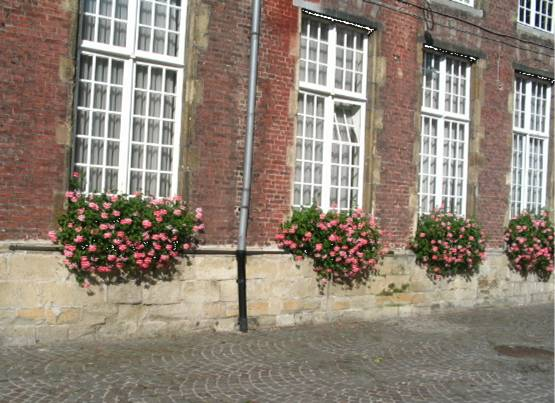
De roede van Aalst, bevestigd op de binnenplaats van het stadhuis van Aalst (onder de geraniums). Deze roede gold als ijkstok voor de boeren in het Land van Aalst.

- Brugse roede is 3,84 m (= 14 voet van elk 27,428 cm)
- Kortrijkse roede is 2,976 m (= 10 voet van elk 29,76 cm)
- Veurnse roede is 3,82 m (= 14 voet van elk 27,28 cm)
- Ieperse roede is 3,8208 m (= 14 voet van elk 27,29 cm)
- Aalsterse roede is 5,544 m (= 20 voeten van 27,72 cm)
- De Meerse roede is 5,815 m (= 20 voeten van 29,07 cm)
- De Dendermondse roede is 5,787 meter (= 21 voeten van 27,557 cm)
- de Wase roede is 3,8542 meter (= 14 voeten van 27,53 cm)
- De Hoogstraatse roede is 5.736 m (20 voeten)[2]
- In West-Brabant bestonden er meerdere roede-standaarden gebaseerd op de Brusselse voet (0,27575 meter): 16 1/3 voet, 17 1/3 voet, 18 1/3 voet (Land van Gaasbeek), 19 1/3 voet (Gooik), 20 1/3 voet (Land van Asse en het Zoniënwoud) en 21 voet.